# Guardia Civil (Israel)
La Guardia Civil (en hebreo: המשמר האזרחי) (transliterado: HaMishmar Ezrahi), abreviado a menudo en hebreo como Mash'az (משא"ז) es una organización de ciudadanos voluntarios israelí que asiste en todos los días la policía de trabajo. Se trata de una subdivisión de la Policía de Israel.
Actualmente, la Guardia Civil es una división de la rama de la Policía de Israel. La Guardia Civil se gestiona con el apoyo de la policía que proporcionan a esta armas, equipo, capacitación y agentes de policía a las bases locales de la Guardia Civil (cada comunidad tiene una o más bases de la Guardia Civil). Aunque la Guardia Civil es operada por la policía, su mano de obra se compone principalmente de voluntarios civiles. Los miembros son capacitados para proporcionar la respuesta inicial a una situación de seguridad hasta que llegue la policía. La mayoría de voluntarios de la Guardia Civil están armados con carabinas M1 y pistolas personales (si el usuario posee una licencia de armas civiles). La Guardia Civil está compuesta principalmente de voluntarios que hacen las patrullas (en coche o a pie) de vez en cuando. Pasan a través de la formación básica y tienen [a veces] limitados poderes de la policía mientras estaba en servicio. Pueden detener a una persona sospechosa o incluso proceder a su detención si es necesario. Su equipo general consiste en un chaleco amarillo fluorescente de la policía, linterna, radio, armas de fuego, esposas y todo lo que puede ser necesaria especialmente en una patrulla. El equipo es devuelto al final del turno. La mayoría de los voluntarios gestionan alrededor de un turno a la semana (2 a 4 + horas), mientras que el requisito mínimo es de 12 horas al mes.
También hay Matmid (מתמי"ד) voluntarios que trabajan mucho más intensamente que "Clásico" trabajo de la policía regular. Yatam (ית"מ) voluntarios operan principalmente en el control del tráfico. Ambos Matmid Yatam y se parecen más a los policías voluntarios. Tienen casi todas las autoridades de un agente de la policía regular. Ellos reciben capacitación avanzada y el uniforme convencional de la policía.
La Guardia Civil también cuenta con unidades especiales (tales como francotiradores, jinetes, ciclistas , buzos, caballería y equipos de rescate y búsqueda), pero sus miembros tienen que pasar por un entrenamiento adicional y tienen un mayor nivel de compromiso (que los voluntarios por más horas al mes).

## Historia
La Guardia Civil se estableció el 10 de julio de 1974, un grupo de civiles se ofrecieron para hacer patrullas nocturnas en la frontera cerca de los barrios, que fueron expuestos al ataques del terrorismo palestino  y, en particular después de la Masacre de Ma'alot del 15 de mayo de 1974.
Más tarde, se formaron patrullas para ayudar a la policía todos los días para ayudar en la lucha contra la delincuencia y la violencia en el vecindario.

## Mano de Obra
En 2004, la Guardia Civil informa, que había unos 70.000 voluntarios, el 28% de ellos mujeres. Unos 20.000 nuevos voluntarios se unió ese mismo año y 17.000 habían cesado en el servicio. El perfil del voluntario típico es un varón de 40-55 años de edad, estudios superiores, de clase media-, casado y con hijos. Debido al alto nivel de compromiso requerido, un 20% de todos los voluntarios dejaron de fumar durante su primer año de servicio.
Entre 1974-2004, más de medio millón de ciudadanos voluntarios prestaron servicios en la Guardia Civil.
- Datos: Q610368
- Multimedia: Civil Guard (Israel) / Q610368